# 노스 토론토 크리스천 스쿨
노스 토론토 크리스천 스쿨(영어: North Toronto Christian School)은 캐나다 온타리오주 토론토에 위치한 무종파 기독교 종교학교이다.

## 학교 연혁
- 1981년 : 개교
- 2020년 3월 13일 : 온라인 학습 전환